# كعكة الشوكولاتة بدون الطحين

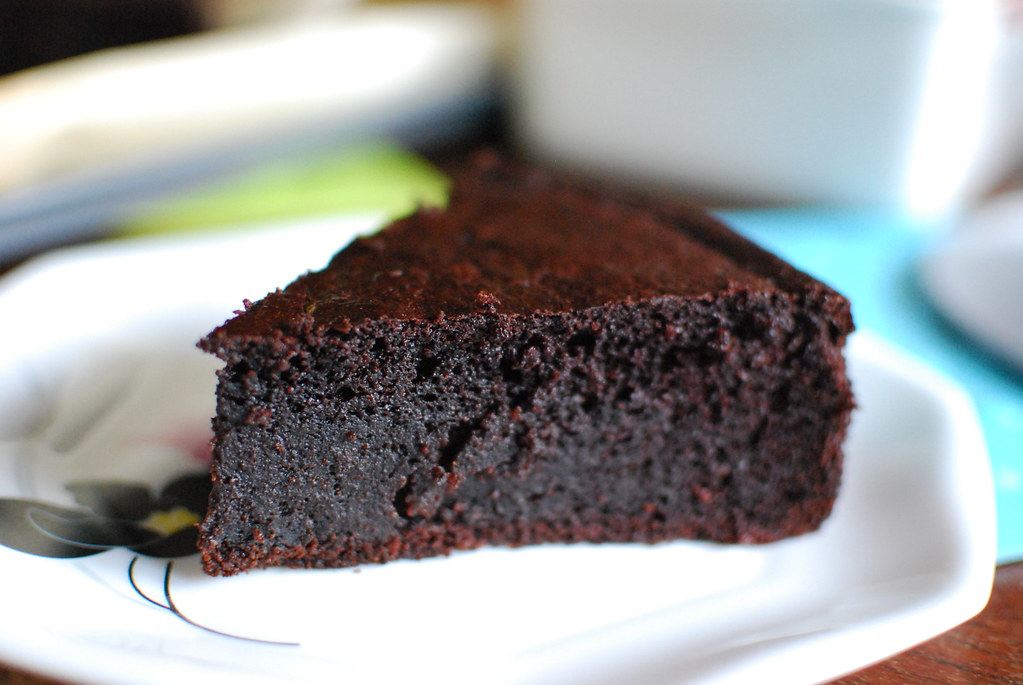
كعكة الشوكولاتة بالكِنوة

كعكة الشكلاطة بدون طحين هي كعكة كثيفة مصنوعة من كسترد الشكلاطة الغازي.  شوهد أول شكل موثق من الكعكة في فِراراة بإيطاليا إلا أن بعض أشكال الكعكة لها أساطير حول أصولها. لا تحتوي الحلوى على الدابوق ما يجعلها مقبولة لمن يعانون من مرض الاضطرابات الهضمية  ومن يتبع نظام وجبات غذائية خالية من الدابوق وأثناء الأعياد الدينية التي لا يُسمح فيها بتناول الدابوق والحبوب. 
تتضمن طريقة الخبز التقليدية لمجموعة متنوعة من كعكات الشكلاطة الخالية من الدقيق خفق البياض بمفرده ثم خفق المُحّ في السكر لزيادة محتوى الهواء تُذوب الشوكولاتة والزبدة معًا إما في ميكروويف أو غلاية مزدوجة. الخليط الناتج يحوي النشاء الموجود في الشكلاطة فقط. إن استخدام مسحوق الكاكاو الهولندي بدلاً من مسحوق الكاكاو البسيط يسمح أن يكون للكعكة قوام كثيف تشتهر به الكعكة يشبه حلوى الفدج.